# 3トン半ダンプ

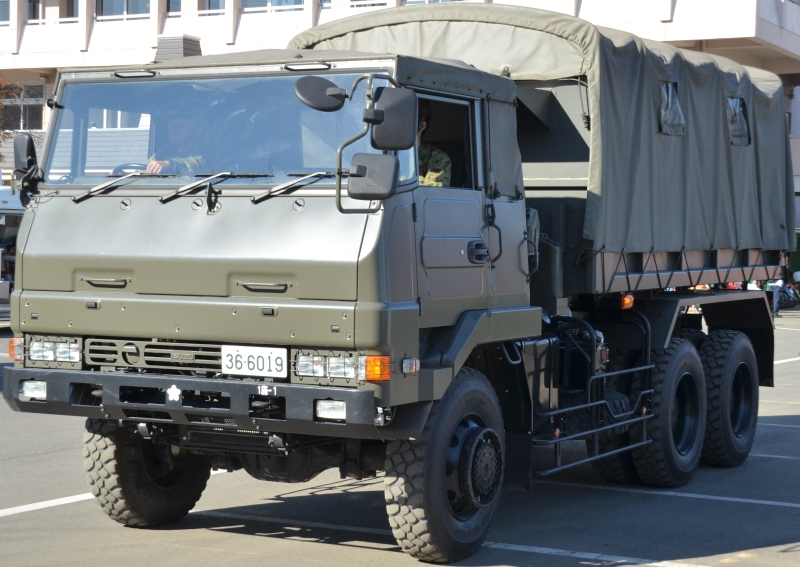
3トン半ダンプ

3トン半ダンプ（3トンはんダンプ）は、陸上自衛隊の装備。普通科、施設科、特科などに配備されている。ベース車両は73式大型トラック。

## 特徴
普通科連隊、特科部隊、施設科部隊などで各種土木工事や陣地構築などに使用される。
リアタイヤはダブルタイヤになっている。以前は、シングルタイヤタイプも存在した(3トン半ダンプ汎用型)。

## 諸元
- 全長：7290mm
- 全幅：2490mm
- 全高：3395mm
- 重量：10200kg
- 最高速度：105km/h
- 最大積載量：5000kg
- 出力：285ps
- 製作：いすゞ自動車